# Kiara (színművész)
Kiara  (Barquisimeto, Estado Lara, 1963. május 14. –) venezuelai színésznő és énekesnő.

## Élete
Gloria Sabrina Gómez Delgado néven született Barquisimetóban. Karrierjét 1988-ban kezdte, amikor kiadta a Kiara - Que Bello című albumát. 1993-ban megkapta a Macarena című sorozat címszerepét. 2002-ben Laura Briceño szerepét játszotta a Júdás asszonya című telenovellában. 2004-ben az Estrambótica Anastasia című sorozatban játszott.

## Diszkográfia
- 1988: Kiara - Que Bello
- 1990: Buscando Pelea
- 1992: Como un Huracán
- 1995: Luna de Plata
- 1997: Corazón de Contrabando
- 2002: Amores Perdidos
- 2011: Como la primera vez

## Filmográfia
- Macarena... (Venevisión/1993)...Macarena
- Reina de corazones... (RCTV/1998)... Luisa Elena Andueza
- Amantes de luna llena... (Venevisión/2000)... Lorena Santamaría
- Júdás asszonya (La mujer de judas)... (RCTV/2002)... Laura Briceño
- Estrambótica Anastasia... (RCTV/2004)... Bromelia Castellanos de Borosfky
- Amor a palos... (RCTV/2005)... Patricia Lara
- Te tengo en salsa... (RCTV/2006)... Azalea Montiel De Perroni
- Y los declaro marido y mujer... (RCTV/2006-2007)... Lola
- Nadie me dirá como quererte... (RCTV/2008-2009)... Laura Carbonell
- Amor urbano... (Venevision/2008-2009)... Önmaga
- Nora... (Televen)/-2014)... Carolina Pinzón